# Dieffenbachia davidsei
Dieffenbachia davidsei là một loài thực vật có hoa trong họ Ráy (Araceae). Loài này được Croat & Grayum mô tả khoa học đầu tiên năm 2004.